# Вилворде
Ви́лворде, устар. — Фильфорде (нидерл. Vilvoorde, фр. Vilvorde) — город в  Бельгии, в округе Халле-Вилворде провинции Фламандский Брабант региона Фландрия. Официальным языком Вилворде является нидерландский. Франкоязычное меньшинство составляет около 33,7%.

## География
Расположен в центральной части Бельгии, немного севернее столицы страны Брюсселя. Площадь города составляет 21,48 км². Численность населения — 38 557 человек (на 2008 год), из которых около 10 % — испанцы. Плотность населения — 1 795 чел./км². Город подразделяется на 3 района.
Вилворде — развитый индустриальный город. Крупный железнодорожный узел (особенно важна проходящая здесь линия Брюссель-Антверпен), пересечение нескольких автострад. Город лежит на судоходном канале Брюссель-Шельда.
Жителей Вилворде прозвали пейрефреттерами (едоками лошадей), потому что конина (особенно стейк) — любимая еда в Вилворде.

## Города-партнёры
- Мобёж
- Мидделбург
- Эннепеталь
- Пеньярройя-Пуэблонуэво
- Комацу